# Trdota
Trdôta v znanosti o materialih pomeni lastnost trdne snovi, da se upira stalni deformaciji "površine" (obrabi).
Ločimo različne trdotne lestvice:
- trdota po Vickersu, oznaka HV
- trdota po Rockwellu, oznaki HRc in HRb
- trdota po Brinellu, oznaka HB
- trdota po Shoru, oznaka HS
- Mohsova trdotna lestvica